# Jamie Hughes (dartsjátékos)
Jamie Hughes (West Bromwich, 1986. február 27. –) angol dartsjátékos. 2007-től 2018-ig a British Darts Organisation, majd 2018-tól a Professional Darts Corporation tagja. Beceneve "Yozza".

## Pályafutása

### BDO
Hughes 2007-ben lett a BDO tagja, ahol a karrierje kezdetén még alig jutott el a szervezet tornáira. 2012-ben amatőrként részt vett a PDC UK Open kiemelt tornáján, ahol a selejtezőben Steve Hine ellen kapott ki. 
2014-ben jött meg az áttörés Hughes karrierjében, amikortól már csak a dartskarrierjére összpontosított, így ebben az évben már jöttek a sikerek is számára. Az Antwerpen Open tornán megszerezte első tornagyőzelmét a BDO-nál, részt vett a World Masters kiemelt tornán, ahol meglepetésre döntőt játszhatott, amelyen végül Martin Phillips ellen kikapott. Az év végén már megszerezte első kiemelt BDO tornagyőzelmét is, amelyet a Zuiderduin Masters-en ért el.
A 2014-ben elért sikerek után már a 10. helyet foglalta el a BDO világranglistáján, így a 2015 januári BDO-világbajnokságra kvalifikálta magát. A vb-n a második körig jutott, ahol Glen Durrant ellen kapott ki 4–1-re. 
Egy évvel később 2016-ban már az elődöntőig jutott (legyőzte Ross Montgomeryt, Madars Razmat és Wesley Harmst), majd végül Scott Waites-től kapott ki 6–1-re. A vb után már negyedik helyen állt a BDO világranglistáján, majd az év további részében megkapta az egyik szabadkártyát a PDC szervezettel közösen szervezett Grand Slam of Darts tornára. A tornán James Wade-del, James Wilsonnal és Dave Chisnall-lal került egy csoportba, amelyet meglepetésre megnyert. A nyolcaddöntőben végül Chris Dobey-tól kapott ki 10–9-re. Az év további részében a World Masters-en elődöntőt, illetve a Zuiderduin Masters-en döntőt játszott. 
A 2017-es BDO-világbajnokságon a tavalyi évhez hasonlóan újra elődöntőbe jutott, ahol ezúttal Glen Durrant győzte le 6–1-re. A következő vb már nem sikerült ilyen jól számára, az első körben a német Michael Unterbuchner ellen szenvedett el 3–2-es vereséget.
Hughes 2018 elején elhagyta a BDO-t, és a PDC-nél folytatta pályafutását.

### PDC
Miután Hughes 2018-ban elhagyta a BDO-t, rögtön elindult a PDC Qualifying School tornáján, ahol végül nem sikerült megszereznie a PDC versenyein való induláshoz szükséges Tour Card-ot. Az év további részében részt vett a Challenge Tour sorozatban, ahol egy győzelmet szerezve a 12. helyen végzett.
2019-ben már sikerrel vette a Q-Schoolt, ami után több versenyen vehetett részt a PDC-nél. 2019 júniusában meg is szerezte első tornagyőzelmét a szervezetnél a European Tour egyik állomásán (Czech Darts Open), amelynek döntőjében Stephen Buntingot győzte le 8–3-ra. Hughes az év végén a Pro Tour ranglista első helyén végzett, amellyel kvalifikálta magát a 2020-as PDC-világbajnokságra.

## Világbajnoki szereplései

### BDO
- 2015: Második kör (vereség  Glen Durrant ellen 1–4)
- 2016: Elődöntő (vereség  Scott Waites ellen 1–6)
- 2017: Elődöntő (vereség  Glen Durrant ellen 1–6)
- 2018: Első kör (vereség  Michael Unterbuchner ellen 2–3)

### PDC
- 2020: Első kör (vereség  Zoran Lerchbacher ellen 2–3)
- 2021: Második kör (vereség  Adam Hunt ellen 0–3)
- 2022: Első kör (vereség  Raymond Smith ellen 1–3)
- 2023: Első kör (vereség  Jimmy Hendriks ellen 1–3)
- 2024: Második kör (vereség  Krzysztof Ratajski ellen 1–3)

## Döntői

### BDO nagytornák: 3 döntős szereplés
| Történet                 |
| World Masters (0–1)      |
| Zuiderduin Masters (1–1) |

| Eredmény | Sorszám | Év   | Bajnokság          | Ellenfél a döntőben | Pontok   |
| Győztes  | 1.      | 2014 | Zuiderduin Masters | Gary Robson         | 5–0 (sz) |
| Döntős   | 1.      | 2014 | World Masters      | Martin Phillips     | 3–7 (sz) |
| Döntős   | 2.      | 2016 | Zuiderduin Masters | Glen Durrant        | 3–5 (sz) |

1. ↑  (l) = pontszám legekben, (sz) = pontszám szettekben.

## Tornagyőzelmei
| Challenge Tour - Challenge Tour (ENG): 2018 European Tour Events - Czech Darts Open: 2019 | - Antwerp Open: 2014 - British Classic: 2017 - British Pentathlon: 2015 - Gwynedd Open: 2013 - Isle of Man Classic: 2017 - Jersey Classic: 2005 - Romanian Classic: 2015, 2016 - Swedish Open: 2015 - WDF Europe Cup Team: 2016 - WDF World Cup Team: 2015 |